# 柳河戰鬥
柳河戰鬥發生於1930年5月21日－6月30日，地點則是在中國豫東北一帶，是國民革命軍內部所發生的內戰戰鬥之一。柳河戰鬥的交戰雙方，一方為國軍第一師與第二師，另一方為孫良誠部隊。